# Dinamita

Diagrama de un cartucho de dinamita: A. Diatomita, serrín u otro material absorbente, empapado de nitroglicerina; B, Recubrimiento; C. Detonador; D. Cable del detonador

La dinamita es un potente explosivo compuesto por nitroglicerina, una sustancia líquida (inicialmente, diatomita, roca formada por caparazones silíceos de diatomeas) que al encontrarse en temperatura ambiente y ser absorbida por un medio sólido, se convierte en un explosivo.  
La dinamita fue inventada en 1866 por Alfred Nobel. Ultilizada para aplicaciones industriales y de minería, desempeña un papel muy importante en trabajos como la excavación de montañas, la construcción  de carreteras, demoliciones y cualquier obra pública en general que requiera el movimiento de masas rocosas. 
En el proceso de desarrollo y fabricación de la dinámita, murieron gran cantidad de ingenieros bélicos y hubo gran destrucción en las zonas de conflicto. 
Al sentirse culpable por estas muertes, Alfred Nobel intentó contrarrestar los efectos negativos que causó la invención de la dinamita, de modo que, de manera simbólica, llamó al premio que lleva su nombre expresamente referido a la paz.
La dinamita, como todos los explosivos potentes, es muy peligrosa, por lo que se considera una sustancia de uso restringido, y a lo largo del tiempo ha sido extensivamente sustituida por explosivos plásticos en los que la sustancia explosiva se estabiliza mezclándose con un plastificante en lugar de tierra de diatomeas. La base de nitroglicerina ha sido en gran parte sustituida por dinitroglicol (Goma-2 ECO) o trinitrotolueno (titadine o TNT). 
Para uso industrial también se encuentra muy extendido el uso de la ciclonita, también en forma de explosivo plástico, bajo los nombres de C-3 y C-4 según formulación.
Originariamente, para la creación de la dinamita se mezclaba la nitroglicerina con un tipo particular de arena de dióxido de silicio denominada diatomita o tierra de diatomeas. La diatomita, que proviene de fósiles de microorganismos marinos, tiene una gran superficie específica y absorbe la nitroglicerina haciéndola manejable e impidiendo que detone por accidente.

## Historia

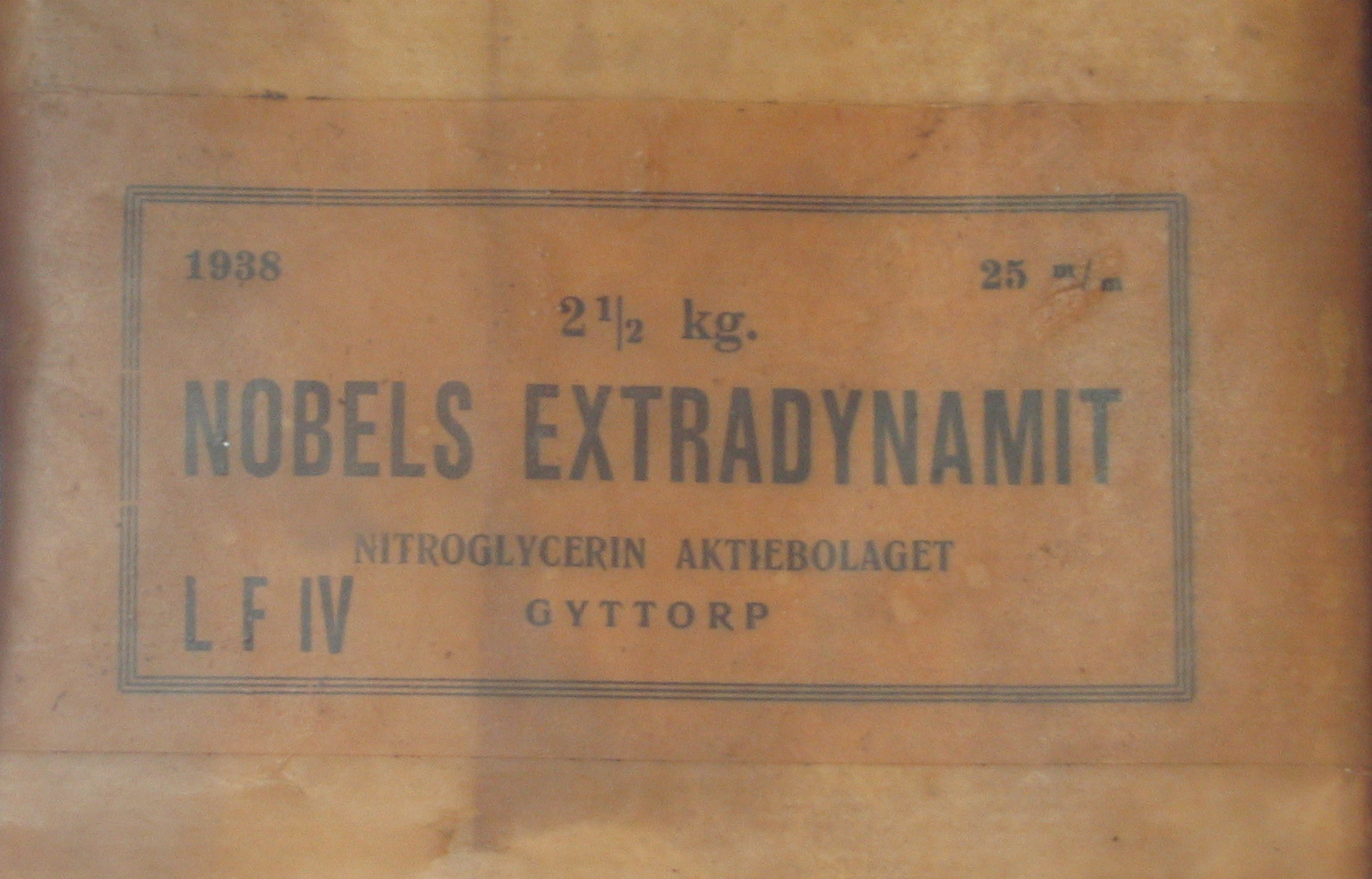
"Nobels extradynamit" fabricada por la antigua empresa de Nobel, Nitroglycerin Aktiebolaget.

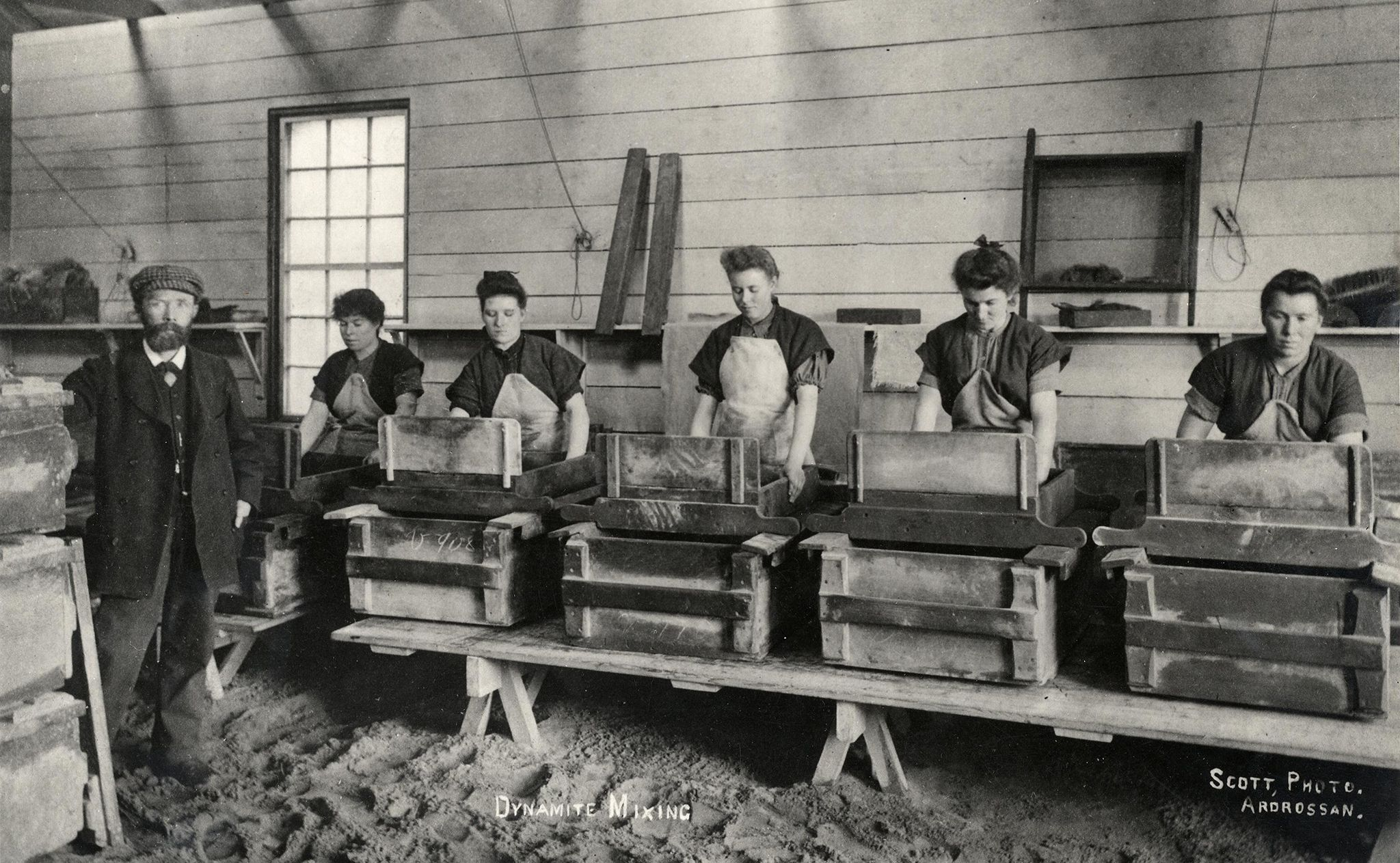
Mujeres mezclando dinamita en la fábrica de Nobel en Ardeer, 1897.

La dinamita fue inventada por el químico sueco Alfred Nobel en 1866 y fue el primer explosivo seguro más potente que la pólvora negra.
El padre de Alfred Nobel, Immanuel Nobel, era industrial, ingeniero e inventor. Construyó puentes y edificios en Estocolmo y fundó la primera fábrica de caucho de Suecia. Su trabajo en la construcción le inspiró para investigar nuevos métodos de voladura de rocas más eficaces que la pólvora negra. Tras algunos malos negocios en Suecia, en 1838 Immanuel trasladó a su familia a San Petersburgo, donde Alfred y sus hermanos recibieron educación privada bajo tutores suecos y rusos. A los 17 años, Alfred fue enviado al extranjero durante dos años; en Estados Unidos conoció al ingeniero sueco John Ericsson y en Francia estudió con el famoso químico Théophile-Jules Pelouze y su alumno Ascanio Sobrero, que había sintetizado por primera vez la nitroglicerina en 1847. En Francia, Nobel se encontró con la nitroglicerina, que Pelouze desaconsejó utilizar como explosivo comercial debido a su gran sensibilidad a los golpes.
La nitroglicerina es un líquido muy sensible a los golpes, que hace muy difícil su manejo y por lo que provocaba muy a menudo graves accidentes por ser demasiado inestable y difícil de manipular y de transportar para la guerra y muy peligroso para aplicaciones civiles. 
En 1857, Nobel registró la primera de varios centenares de patentes, la mayoría relativas a medidores de presión de aire, gases y fluidos, pero seguía fascinado con el potencial de la nitroglicerina como explosivo. Nobel, junto con su padre y su hermano Emil, experimentó con varias combinaciones de nitroglicerina y pólvora negra. Nobel encontró una solución para detonar la nitroglicerina de forma segura inventando el detonador, o cápsula fulminante, que permitía una explosión controlada a distancia utilizando un fusible. En 1863, Nobel llevó a cabo con éxito la primera detonación de nitroglicerina pura, utilizando un detonador fabricado con una cápsula fulminante de cobre y  fulminato de mercurio. En 1864, Alfred Nobel registró patentes tanto para el fulminante como para su método de síntesis de nitroglicerina, utilizando ácido sulfúrico, ácido nítrico y glicerina. El 3 de septiembre de 1864, mientras experimentaba con nitroglicerina, Emil y varias personas más murieron en una explosión en la fábrica de la finca de Immanuel Nobel en Heleneborg. Después de esto, Alfred fundó la empresa Nitroglycerin Aktiebolaget en Vinterviken para seguir trabajando en una zona más aislada y al año siguiente se trasladó a Alemania, donde fundó otra empresa, Dynamit Nobel.  A raíz de esta tragedia se concentró en la tarea de conseguir un método para manipular con seguridad la nitroglicerina, que a mediados del siglo XIX era el explosivo más utilizado.
A pesar de la invención del detonador, la inestabilidad de la nitroglicerina la hacía inútil como explosivo comercial. Para resolver este problema, Nobel trató de combinarla con otra sustancia que la hiciera segura para el transporte y la manipulación, pero que no redujera su eficacia como explosivo. Probó combinaciones de cemento, carbón y serrín, pero no tuvo éxito. Finalmente, probó con tierra de diatomeas, algas fosilizadas, que trajo del Elba, río cerca de su fábrica en Hamburgo, que estabilizó con éxito la nitroglicerina en un explosivo portátil. Así obtuvo un polvo que se podía percutir e, incluso, quemar al aire libre sin que explotara. Solo explotaba cuando se utilizaban detonadores eléctricos o químicos. Así nació la dinamita, un explosivo más estable, seguro y más manejable que la inestable nitroglicerina.
Nobel obtuvo las patentes de sus inventos en Inglaterra el 7 de mayo de 1867 y en Suecia el 19 de octubre de 1867. Tras su introducción, la dinamita adquirió rápidamente un uso a gran escala como alternativa segura a la pólvora negra y la nitroglicerina. Su empleo en la explotación de los campos petroleros de Bakú                    (Azerbaiyán) le hizo ganar una gran fortuna a su creador, la cual se emplea en la concesión del Premio Nobel. 
Nobel controlaba férreamente las patentes, y las empresas de duplicación sin licencia fueron rápidamente clausuradas. Algunos empresarios estadounidenses evitaron la patente utilizando absorbentes distintos de la tierra de diatomeas, como la resina.
Nobel vendía originalmente la dinamita como "Pólvora explosiva de Nobel", pero decidió cambiarle el nombre a dinamita, de la palabra griego antiguo dýnamis (δύναμις), que significa "poder".
Las patentes más importantes de Nobel fueron en 1875, la dinamita goma, una dinamita moldeable, semejante a los explosivos plásticos actuales y luego, en 1884, un método para la destilación continua del petróleo. Por último, en 1887, fabricó la balistita, una mezcla de nitroglicerina y nitrocelulosa, consiguiendo un gran explosivo sin humo.

## Fabricación
La dinamita se solía fabricar mezclando nitroglicerina y tierra de diatomeas con un alto contenido de dióxido de silicio. Esta última actuaba como una especie de esponja, absorbiendo y estabilizando la nitroglicerina, haciendo su uso como explosivo más seguro y práctico. Se solía vender en forma de tubos de cartón llenos con el compuesto, que medían entre 10 cm y 15 cm de largo por 2,5 cm de diámetro.
La dinamita suele venderse en forma de cilindros de cartón de unos 8 plg (203,2 mm) de largo y unos 1+1/4 plg (32 mm) de diámetro, con un peso de 190 gr (1/2 lb troy). Un cartucho de dinamita así producido contiene aproximadamente 1 MJ (megajulio) de energía. También existen otros tamaños, clasificados por porciones (cuarto de barra o media barra) o por peso.
La dinamita se suele clasificar por "fuerza de peso" (la cantidad de nitroglicerina que contiene), normalmente del 20% al 60%. Por ejemplo, la dinamita 40% está compuesta por un 40% de nitroglicerina y un 60% de "dope" (el medio de almacenamiento absorbente mezclado con el estabilizador y cualquier aditivo).

### Consideraciones relativas al almacenamiento
Se recomienda que la vida útil máxima de la dinamita a base de nitroglicerina sea de un año a partir de la fecha de fabricación en buenas condiciones de almacenamiento.
Con el tiempo, independientemente del sorbente utilizado, los cartuchos de dinamita "gotearán" o "sudarán" nitroglicerina, que puede acumularse en el fondo de la caja o en la zona de almacenamiento. Por esta razón, los manuales de explosivos recomiendan voltear regularmente las cajas de dinamita almacenadas. Se formarán cristales en el exterior de los cartuchos, lo que hará que sean aún más sensibles a los golpes, la fricción y la temperatura. Por lo tanto, mientras que el riesgo de explosión sin el uso de un detonador es mínimo para la dinamita fresca, la dinamita vieja es peligrosa. Los embalajes modernos ayudan a eliminar este riesgo colocando la dinamita en bolsas de plástico selladas y utilizando cartón recubierto de cera.
La dinamita es moderadamente sensible a los golpes. Las pruebas de resistencia al choque suelen realizarse con un martillo de caída: se colocan unos 100 mg de explosivo sobre un yunque, sobre el que se deja caer un peso de entre 0,5 y 10 kg (1 y 22 lb) desde diferentes alturas hasta conseguir la detonación. Con un martillo de 2  kg, el fulminato de mercurio detona con una distancia de caída de 1 a 2 cm, la nitroglicerina de 4 a 5 cm, la dinamita de 15 a 30 cm, y los explosivos amoniacales de 40 a 50 cm.

### Principales fabricantes

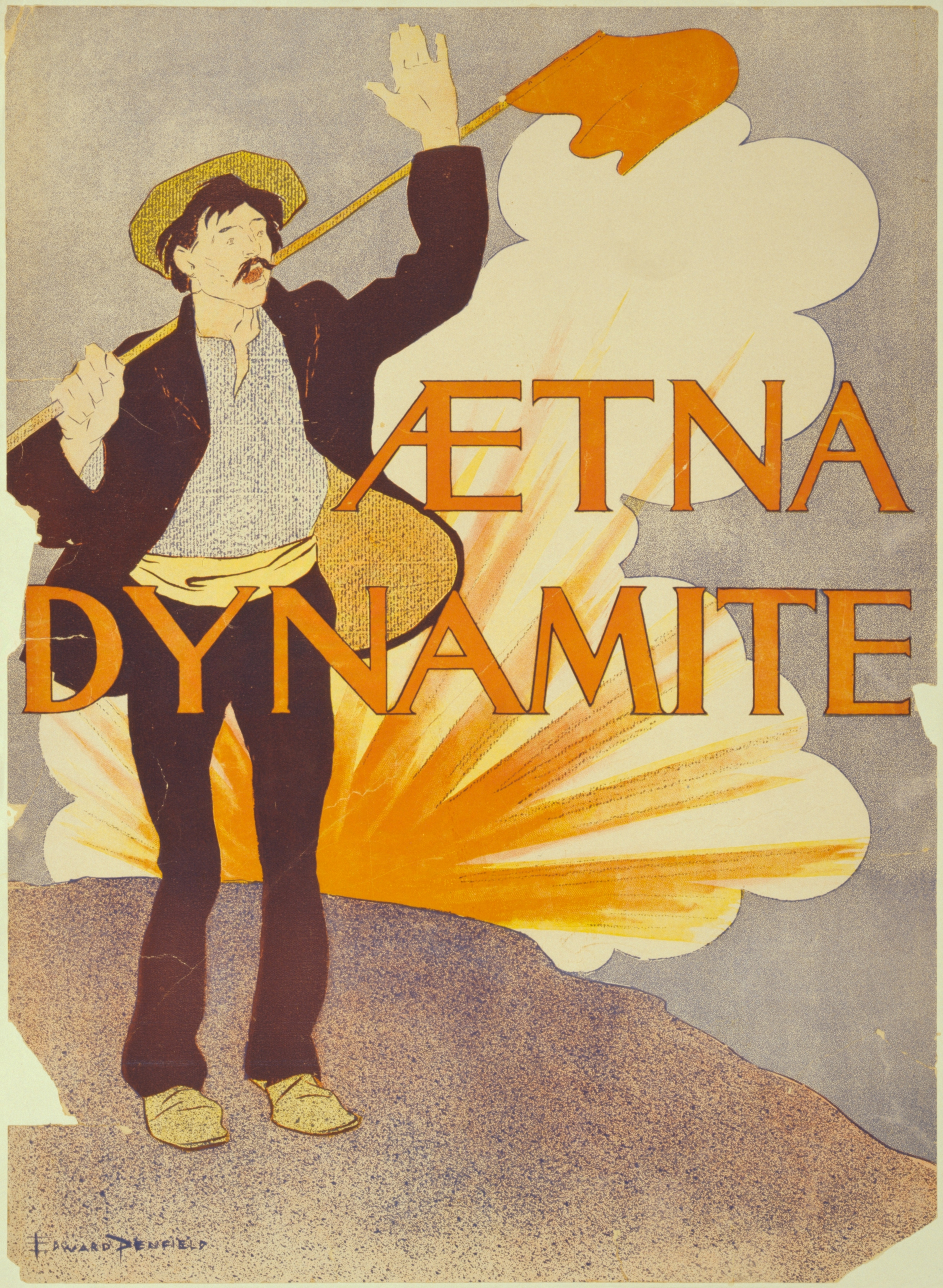
Publicidad de la Ætna Explosives Company de Nueva York.

#### Sudáfrica
Durante varias décadas, a partir de los años 40, el mayor productor de dinamita del mundo fue la Unión Sudafricana. Allí, la empresa De Beers estableció una fábrica en 1902 en Somerset West. La fábrica de explosivos fue posteriormente explotada por AECI (African Explosives and Chemical Industries). La demanda del producto procedía principalmente de las vastas minas de oro del país, centradas en Witwatersrand. La fábrica de Somerset West empezó a funcionar en 1903 y en 1907 ya producía anualmente 340.000 cajas de 50 libras (22,7 kg) cada una. Una fábrica rival en Modderfontein producía otras 200.000 cajas al año.
Hubo dos grandes explosiones en la planta de Somerset West durante la década de 1960. Algunos trabajadores murieron, pero la pérdida de vidas fue limitada por el diseño modular de la fábrica y sus obras de tierra, y la plantación de árboles que dirigían las explosiones hacia arriba. Hubo varias explosiones más en la fábrica de Modderfontein. Después de 1985, la presión de los sindicatos obligó a la AECI a abandonar progresivamente la producción de dinamita. La fábrica pasó entonces a producir explosivos a base de emulsión de nitrato de amonio, más seguros de fabricar y manipular.

#### Estados Unidos
La dinamita fue fabricada por primera vez en Estados Unidos por la Giant Powder Company de San Francisco, California, cuyo fundador había obtenido los derechos exclusivos de Nobel en 1867. Giant fue finalmente adquirida por DuPont, que produjo dinamita bajo el nombre de Giant hasta que ésta fue disuelta por DuPont en 1905.
A partir de entonces, DuPont produjo dinamita bajo su propio nombre hasta 1911-12, cuando su monopolio de explosivos fue roto por el Tribunal de Circuito de EE. UU. en el "Caso de la Pólvora". Tras la disolución se crearon dos nuevas empresas, la Hercules Powder Company y la Atlas Powder Company, que se dedicaron a la fabricación de dinamita (en diferentes formulaciones).
En la actualidad, sólo Dyno Nobel fabrica dinamita en Estados Unidos. La única instalación que la produce se encuentra en Carthage, Misuri, pero el material es comprado a Dyno Nobel por otros fabricantes que ponen sus etiquetas en la dinamita y en las cajas.

## Usos y propiedades
Por su alta estabilidad, la dinamita reemplazó rápidamente a la nitroglicerina en aplicaciones como las demoliciones y la minería, y como relleno explosivo en los proyectiles de artillería y cargas de demolición militares. La dinamita es además químicamente más inerte que la nitroglicerina pura, lo que hace posible su almacenamiento seguro, aunque solo a medio plazo, ya que con el paso del tiempo y con una temperatura de más de 30 °C la nitroglicerina se escurre del dióxido de silicio y la dinamita "suda" nitroglicerina, que se concentra en gotas muy sensibles al movimiento, al calor y a la descomposición química en productos químicos más inestables. La dinamita es tan estable, que generalmente los cartuchos de dinamita nuevos y en buenas condiciones no explotan aunque se expongan al fuego, siendo necesario utilizar un detonador y fulminante para hacerlas estallar.
Debido a la constante mejora en los explosivos y técnicas de demolición, así como los problemas que plantea el almacenamiento y producción de nitroglicerina para su elaboración, ésta ha sido reemplazada comercialmente por otros explosivos como el trinitrotolueno (TNT).

## Otros explosivos
A menudo se hace referencia a otros explosivos o se confunden con la dinamita:

### TNT
A menudo se asume que el Trinitrotolueno (TNT) es lo mismo que (o se confunde con) la dinamita, en gran parte debido a la ubicuidad de ambos explosivos durante el siglo XX. Esta conexión incorrecta entre el TNT y la dinamita se vio reforzada por los dibujos animados de Bugs Bunny en los que los animadores etiquetaron cualquier tipo de bomba de dibujos animados (desde cartuchos de dinamita hasta barriles de pólvora negra) como "TNT" porque el acrónimo era más corto y más fácil de recordar y no requería alfabetización para reconocer que "TNT" significaba "bomba".[cita requerida]
Aparte de ser ambos explosivos de gran potencia, el TNT y la dinamita tienen poco en común. El TNT es un explosivo moldeable de segunda generación adoptado por los militares, mientras que la dinamita, por el contrario, nunca ha sido popular en la guerra porque degenera rápidamente en condiciones severas y puede ser detonada tanto por el fuego como por una bala perdida. Las fuerzas armadas alemanas adoptaron el TNT como relleno de los proyectiles de artillería en 1902, unos 40 años después de la invención de la dinamita, que es un explosivo flegmatizado de primera generación destinado principalmente al movimiento de tierras civil. El TNT nunca ha sido popular ni se ha extendido en el movimiento de tierras civil, ya que es considerablemente más caro y menos potente en peso que la dinamita, además de ser más lento de mezclar y empaquetar en perforaciones. La principal ventaja del TNT es su notable insensibilidad y estabilidad: es impermeable e incapaz de detonar sin el choque y el calor extremos proporcionados por un detonador (o una detonación simpática); esta estabilidad también permite fundirlo a 178 grados Fahrenheit (81,1 °C), verterlo en proyectiles militares altamente explosivos y dejar que se vuelva a solidificar, sin ningún peligro adicional ni cambio en las características del TNT. En consecuencia, más del 90% del TNT producido en América se destinaba siempre al mercado militar, utilizándose la mayor parte del TNT para rellenar proyectiles, granadas de mano y bombas aéreas, y el resto se empaquetaba en "ladrillos" marrones (no en cilindros rojos) para su uso como carga de demolición por ingenieros de combate.

### Dinamita "extra"
En Estados Unidos, en 1885, el químico Russell S. Penniman inventó la "dinamita de amonio", una forma de explosivo que utilizaba nitrato de amonio como sustituto de la más costosa nitroglicerina. El nitrato de amonio tiene sólo el 85% de la energía química de la nitroglicerina.
Se clasifica por su fuerza ponderal (la cantidad de nitrato de amonio en el medio) o por su fuerza de cartucho (la fuerza explosiva potencial generada por una cantidad de explosivo de cierta densidad y granulometría utilizada en comparación con la fuerza explosiva generada por una densidad y granulometría equivalentes de un explosivo estándar). Por ejemplo, la dinamita de alto poder explosivo 65% Extra tiene una fuerza ponderal de 65% de nitrato de amonio y 35% de "dope" (el medio absorbente mezclado con los estabilizadores y aditivos). Su "fuerza de cartucho" sería su peso en libras multiplicado por su fuerza en relación con una cantidad igual de ANFO (la norma de referencia civil) o TNT (la norma de referencia militar). Por ejemplo, un 65% de dinamita amoniacal con una fuerza de cartucho del 20% significaría que el cartucho es igual a una fuerza de peso equivalente del 20% de ANFO.

### "Dinamita militar"
La "dinamita militar" es un sustituto de la dinamita, formulado sin nitroglicerina. Contiene un 75% de RDX, un 15% de TNT, un 5% de aceite de motor SAE 10 y un 5% de almidón de maíz, pero es mucho más segura de almacenar y manipular durante largos periodos que la dinamita Nobel. La dinamita militar sustituye la nitroglicerina por productos químicos mucho más estables.